# Enrique Antonio Moschini Baudot
Enrique Antonio Moschini Baudot (Ciudad de Mendoza, Argentina, 24 de enero de 1937 – detenido-desaparecido, Burzaco, Provincia de Buenos Aires, 3 de diciembre de 1976) fue un comerciante y militante popular; activista y referente político en la zona sur del conurbano, participó en el Partido Comunista y luego en el Partido Revolucionario de los Trabajadores (PRT).

## Biografía
Nació en Mendoza, luego sus padres se radicaron en la localidad de Bernal, Provincia de Buenos Aires, realizó sus estudios secundarios en la Escuela Industrial Nº 5. En 1959 contrajo matrimonio con Noemí Martha Florido, tuvo tres hijos, Horacio, Susana y Diego.
Después del nacimiento de Horacio, su primer hijo, la pareja se radicó, junto con el padre de Noemí, en la calle Mercedes 245 de la localidad de Burzaco, partido de Almirante Brown, donde Enrique adquirió un puesto de diarios ubicado sobre la Av. Monteverde, a pocas cuadras de su domicilio; en 1965 instalaría un kiosco, y unos años más tarde cambiaría a una librería que denominó “El Sol”.
El escritor, docente, documentalista y Licenciado en historia Juan Carlos Ranieri, dedica a Enrique Moschini, un capítulo de su libro "De aquella roja raíz", Ediciones Lenú, 2021.

## Militancia

### Primera etapa
Enrique combinó su actividad comercial con su afición al ajedrez (seguramente heredada de su madre Celia Baudot, seis veces campeona argentina en esta disciplina) y su militancia política, por esos años en el Partido Comunista.  Fundó un pequeño club de ajedrez, donde además del juego, no faltaba el debate político; en esos debates él hablaba de la revolución cubana, del “Che”, del socialismo, etc. Su militancia, en esta etapa, fue siempre a nivel barrial, era unos de los pocos comunistas en un barrio donde dominaba el peronismo. Lo acompañaron en estas actividades, importantes referentes locales del PC como Luis Pérez, Brizuela,el colorado Zenón, El Chon Piana y el chileno Frías; grupo al que luego se agrega Oscar Márquez, integrante de la Federación Juvenil Comunista, más joven que el resto, participando de la actividad política y ayudando a Enrique con el reparto de diarios.  
Los debates, la formación de nuevos cuadros fueron, en esta etapa, de carácter abierto, casi público.

### Segunda etapa
Entrados los años ’70 comenzó a integrar el PRT junto a su compañero Frías, donde comienza una segunda etapa, de militancia orgánica, ocupando la posición de Encargado de Prensa, según lo declarado por Frías quien fuera liberado después de su secuestro en 1976. Participa en la redacción de artículos para la revista "El combatiente".
Este período se caracteriza por un evidente giro a la clandestinidad y coincide con el ascenso de la guerrilla rural en la Provincia de Tucumán, propiciado por el PRT/ERP.
El Licenciado Ranieri, describe en su libro, la presencia frecuente en el local de Monteverde, de una "mujer joven con la impronta de una compañera de militancia", escribían juntos y evitaban exponerse a la vista de los ocasionales clientes.
En la primera mitad de 1976, Enrique dio alojamiento, en el local de su antiguo kiosco, a un joven tucumano de 22 años que había llegado al barrio, se trataba de Carlos Antonio Ibarra, de quien se supone, tenía una militancia activa. El día en que Enrique fue secuestrado Ibarra fue conducido por el "grupo de tareas" hasta el domicilio de la calle Mercedes, finalmente ambos fueron llevados con rumbo desconocido, de Ibarra tampoco se volvió a saber sobre su paradero.

## Secuestro y desaparición
El 3 de diciembre de 1976, alrededor de la 14:30 hs. un “grupo de tareas” compuesto por unas doce personas irrumpió en su domicilio de la calle Mercedes, su familia estaba presente; luego de unos veinte minutos, Enrique fue llevado encapuchado.
Durante su declaración en el “Juicio por la verdad”, su hermano Roberto Hugo declaró, "a mi hermano lo vieron en la ex división de cuatrerismo, en la ruta 205, cerca de Ezeiza, y en Banfield", mientras que El informe de la CONADEP menciona como lugar de detención a "El Banco", ubicado en el partido de La Matanza; es posible que enrique haya sido trasladado más de una vez.    
En el secuestro de Moschini habrían participado dos hermanos, "Pelusa" y "Pupi" Re, que "eran suboficiales de la policía, e incluso tenían hijos adoptivos que se decía que eran hijos de desaparecidos".
En el testimonio de su hermano Roberto, también se menciona a Monseñor Emilio Grasselli, a quien los familiares de desaparecidos acudían con el fin de obtener alguna información, pero de quien se sospecha que siempre actuó en forma conjunta con las fuerzas represivas.

## Causas judiciales
En ocasión del "Juicio a las juntas militares", el secuestro de Enrique Moschini fue denunciado ante la CONADEP (Legajo 296). Más adelante, el 21 de junio de año 2000, su hermano declaró en La Plata, como testigo, en ocasión del “Juicio por la verdad”.
Además existe una causa abierta (Nº FLP 2375/2006) caratulada “Sobre Denuncia Desaparición” en el Juzgado Criminal y Correccional de Lomas De Zamora, en esta causa también se denuncia la desaparición de Carlos Antonio Ibarra. En esta causa Frías declaró como testigo.